# Ty i ja
Ty i ja – singel Hani Stach i Łukasza Zagrobelnego, który swoją premierę miał 22 sierpnia 2008.
Autorami słów Są Łukasz Zagrobelny, Karolina Kozak. Producentem nagrania jest Marcin Kindla. Piosenka znalazła się na albumie High School Musical 3, zawierającym ścieżkę dźwiękową do filmu High School Musical 3: Ostatnia klasa.

## Notowania

### Pozycje na listach airplay
| Kraj   | Lista (2008)               | Najwyższa pozycja |
| ------ | -------------------------- | ----------------- |
| Polska | AirPlay – Nowości          | 5                 |
| Polska | AirPlay – Największe skoki | 10                |

### Pozycje na radiowych listach przebojów
| Kraj   | Lista (2008)      | Najwyższa pozycja |
| ------ | ----------------- | ----------------- |
| Polska | RMF FM (POPLista) | 1                 |

## Twórcy
- Wokal: Hania Stach i Łukasz Zagrobelny
- Kompozytor: Hania Stach, Łukasz Zagrobelny
- Autor tekstu: Łukasz Zagrobelny, Karolina Kozak

## Lista utworów
1. Ja i Ty - 3:52
2. Ja i Ty - 3:51
3. Ja i Ty - 3:47
4. Ja i Ty - 3:52
5. Ja i Ty - 3:52
6. Ja i Ty - 2:29